# Louslitges
Louslitges település Franciaországban, Gers megyében. Lakosainak száma 61 fő (2022. január 1.). Louslitges Armous-et-Cau, Beaumarchés, Couloumé-Mondebat, Courties, Gazax-et-Baccarisse és Peyrusse-Vieille községekkel határos.

## Népesség
A település népességének változása:
| Lakosok száma | 129  | 83   | 87   | 81   | 82   | 77   | 67   | 61   | 58   | 61   |
|               | 1968 | 1982 | 1990 | 2006 | 2013 | 2015 | 2017 | 2019 | 2020 | 2022 |